# Geelrugtangare
De geelrugtangare (Ramphocelus icteronotus) is een zangvogel uit de familie Thraupidae (tangaren).

## Verspreiding en leefgebied
Deze soort komt voor in de vochtige laaglanden van Panama tot westelijk Colombia en westelijk Ecuador.